# Shinzo Koroki
Shinzo Koroki (Miyazaki, 31 de julho de 1986) é um futebolista profissional japonês, atacante, milita no Urawa Red Diamonds

## Carreira
Revelado pela base do Kashima Antlers, surpreendeu a todos se transferindo para o Urawa Red Diamonds. 

## Seleção
Fez sua estreia pela seleção japonesa contra os Emirados Árabes Unidos, em um amistoso de 2008.

## Títulos
Kashima Antlers
- J. League: 2007, 2008, 2009
- Copa do Imperador: 2007, 2010
- Copa da Liga Japonesa: 2011
- Supercopa Japonesa: 2009, 2010

Urawa Red Diamonds
- Copa da Liga Japonesa: 2016
- Liga dos Campeões da AFC: 2022